# Taranto
Taranto (lat.: Tarentum) je grad na jugu Italije u regiji Apulija, administrativno središe istoimene pokrajina Taranto, smješten na obali Jonskog mora u Tarantskom zaljevu, na zapadnoj strani poluotoka Salentina ("peta talijanske čizme"). Po veličini je treći najveći kontinentalni grad južne Italije, s preko 190.000 stanovnika.

## Zemljopisne odlike
Taranto je danas važna pomorska luka i jedna od glavnih talijanskih mornaričkih baza, koja se prostire u dva manja zaljeva. Otoci S. Pietro i S. Paolo štite ulaz u zaljev Mar Grande ("Veliko more") gdje se nalazi komercijalna luka, dok se u zaljevu Mar Piccolo ("Malo more") nalazi vojna luka. Zbog ta dva zaljeva Taranto se naziva “grad na dva mora”. Grad nema vodenih tokova.
Taranto je od Rima udaljen 540 km prema jugoistoku, a od Barija 100 km južno. Grad se razvio u strateški važnom malom zaljevu na inače slabo razuđenoj obali. U pozadini Taranta nalazi se priobalna dolina, a dalje, prema sjeverozapadu uzdiže se prvo pred-apeninsko podbrđe.
Klima u Tarantu je mediteranska.

## Povijest
Povijest grada Taranto seže u vrijeme 8. stoljeće pr. Kr. kada je grad osnovan kao jedina spartanska kolonija. Spartanci su grad nazivali Taras (Τάρας), po mitskom heroju Tarasu, i pripadao je Velikoj Grčkoj (Magna Graecia). Rimljani su vodili dva osvajačka rata i u prvom, tzv. "Pirovom ratu", su izgubili, ali su Taranto i grčki saveznici imali velike gubitke ("Pirova pobjeda"). U drugom ratu Rimljani su pokorili cijeli jug Italije i grad je nazvan Tarentum, te kasnije povezan poznatom prvom velikom rimskom cestom Via Appia.
U drevna vremena bi žitelji Taranta, odmah po ubodu pauka Lycosa tarentula, zaplesali kako bi kroz znoj izbacili paukov otrov i tako preživjeli. Ples je bio poznat kao tarantela i po njemu je nazvan rod pauka tarantula (Theraphosidae).
U ranom srednjem vijeku grad najprije zaposedaju Goti, potom Langobardi i na kraju Bizantsko Carstvo. U 11. stoljeću grad osvajaju Normani koji ga drže sve do 15. stoljeća kada dospijeva u posed Aragona i Napuljskog Kraljevstva.
Napuljsko Kraljevstvo je krajem 18. stoljeća došla u ruke Francuza do kraja vladavine Napoleona. God. 1860., Taranto je priključen novonastaloj državi Italiji. Grad je veoma brzo postao važna luka i središte mornarice. U 19. st. prokopan je kanal između dva zaljeva, čime je antički dio grada postao otok, povezan s kopnom mostom koji je simbol grada.
Suvremeni je grad izgrađen preko drevne grčke nekropole. Taranto je također poznat po britanskom napadu na bazu Regie Marine tijekom Drugog svjetskog rata, poznatom kao Bitka (ili Noć) Taranta.

## Stanovništvo
God. 2008. Taranto je imao oko 194.000 stanovnika, 3 puta više nego na početku 20. stoljeća. No, posljednjih godina broj stranovnika u gradu opada, te je 1970. godine bilo 25% više stanovnika. Stanovništvo je mahom talijansko (98%), a ostalo su relativno novi doseljenici, mahom iz istočne Europe.

### Slavni stanovnici
| - Filolaj iz Krotona (470. – 390. pr. Kr.), grčki filozof, astronom, fizičar i matematičar - Arhita iz Terenta (r. 435. – 410. pr. Kr.; u. 355. – 350. pr. Kr.), grčki filozof, matematičar i fizičar - Aristoksen iz Tarenta (r. oko 354. pr. Kr.), grčki filozof i vjerni Aristotelov sljedbenik - Livije Andronik, rimski pjesnik (djelovao od 240. – 207. pr. Kr.) - Tit Kvinkcije Flaminin (228. – 174. pr. Kr.), rimski političar i osvajač Velike Grčke - Marko Pakuvije (220. – 130. pr. Kr.), rimski pjesnik | - Sveti Katald (oko 405. – 480.), irski monah i svetac zaštitnik grada - Bohemond I. Antioški (1058. – 1111.), normanski plemić i knez Taranta i Antiohije - Giovanni Paisiello (1740. – 1816.), napuljski skladatelj - Pierre Choderlos de Laclos (1741. – 1803.), francuski spisatelj i napoleonov general - Jacques MacDonald (1765. – 1840.), francuski maršal - Roberta Vinci (1983.-), talijanska tenisačica |

## Prijateljski gradovi
- Alicante, Španjolska (od 2010.)
- Brest, Francuska (od 1964.)
- Donjeck, Ukrajina (od 1985.)
- Islamabad, Pakistan (od 2010.)
- Sparta, Grčka

## Vanjske poveznice
- Turizam u Tarantu  Arhivirana inačica izvorne stranice od 14. srpnja 2009. (Wayback Machine)